# Parma Associazione Sportiva 1939-1940
Questa pagina raccoglie le informazioni riguardanti il Parma Associazione Sportiva nelle competizioni ufficiali della stagione 1939-1940.

## Stagione
In casa crociata il presidente Medardo Ghini si affida alla coppia József Wereb e Raoul Violi in sostituzione di Pal Szalay, per guidare la squadra ducale in questa stagione. 
In campionato ancora una volta ci si inchina davanti alla Reggiana che, oltre a vincere il campionato, in questa occasione vince anche il girone finale e sale in Serie B. 
E pensare che si ha sconfitto in entrambe le gare i granata, e che proprio nella giornata d'esordio si è vinto espugnando il Mirabello. 
Il migliore dei biancocrociati è stato Alessandro Fornasaris che ha realizzato diciannove reti, un bottino pur rilevante ma che si è rivelato non sufficiente a migliorare il quarto posto finale, alle spalle anche del Mantova e della Cremonese.

## Organigramma societario
Area direttiva
- Presidente:  Medardo Ghini
- Segretario:  Lino Burlenghi

Area tecnica
- Allenatore:  József Wereb

## Rosa
| N. |                   | Ruolo | Calciatore            |
| -- | ----------------- | ----- | --------------------- |
|    | Italia (bandiera) | C     | Romeo Alberti         |
|    | Italia (bandiera) | C     | Walter Avanzini       |
|    | Italia (bandiera) | A     | Edos Barbini          |
|    | Italia (bandiera) | P     | Armando Belletti      |
|    | Italia (bandiera) | D     | Mario Bonini          |
|    | Italia (bandiera) | D     | Marino Cavazzuti      |
|    | Italia (bandiera) | D     | Alfredo Dall'Aglio    |
|    | Italia (bandiera) | D     | Nello Filippelli      |
|    | Italia (bandiera) | A     | Alessandro Fornasaris |
|    | Italia (bandiera) | A     | Angelo Gardini        |
|    | Italia (bandiera) | C     | Bruno Gazza           |

| N. |                   | Ruolo | Calciatore         |
| -- | ----------------- | ----- | ------------------ |
|    | Italia (bandiera) | D     | Riccardo Ghiretti  |
|    | Italia (bandiera) | D     | Dante Guagnetti    |
|    | Italia (bandiera) | C     | Luigi Lavarino     |
|    | Italia (bandiera) | C     | Venuto Lombatti    |
|    | Italia (bandiera) | A     | A. Pesenti         |
|    | Italia (bandiera) | C     | Augusto Ponticelli |
|    | Italia (bandiera) | C     | Luigi Sichel       |
|    | Italia (bandiera) | C     | Angelo Uggetti     |
|    | Italia (bandiera) | C     | Giovanni Vergani   |
|    | Italia (bandiera) | P     | Alberto Viglioli   |
|    | Italia (bandiera) | A     | Augusto Zampa      |

## Risultati

### Serie C

#### Girone di andata
| Arbitro: | Carpani (Milano) |

|  |           |           |
|  | Marcatori | 68’ Zampa |

| Arbitro: | Gorini (Milano) |

|               |           |  |
| Guagnetti 53’ | Marcatori |  |

| Arbitro: | Silvano (Torino) |

|                 |           |           |
| Sacchi 30’, 57’ | Marcatori | 76’ Zampa |

| Arbitro: | Bonamartini (Firenze) |

|                     |           |  |
| Fornasaris 43’, 89’ | Marcatori |  |

| Arbitro: | Rossi (Milano) |

|               |           |  |
| Mantovani 64’ | Marcatori |  |

| Arbitro: | Panciatici (La Spezia) |

|            |           |  |
| Sichel 49’ | Marcatori |  |

| Arbitro: | Mastrazzi (Brescia) |

|                          |           |                          |
| Bernardin 1’ Pezzali 79’ | Marcatori | 14’ Fornasaris 53’ Zampa |

| Arbitro: | Francini (Viareggio) |

|              |           |                         |
| Lombatti 10’ | Marcatori | 41’ Carelli 47’ Bianchi |

| Arbitro: | Crovetti (Ferrara) |

|                                               |           |               |
| Fornasaris 50’, 88’ Guagnetti 64’ Gardini 81’ | Marcatori | 89’ Arcari II |

| Arbitro: | Guarda (Mestre) |

|                        |           |                        |
| Pozzi 17’ Kossovel 32’ | Marcatori | 72’ Lombatti 83’ Zampa |

| Arbitro: | Bernardi (Bologna) |

|                            |           |  |
| Vergani 12’ Fornasaris 49’ | Marcatori |  |

| Arbitro: | Mendo (Trento) |

|                  |           |                               |
| Colombi 41’, 52’ | Marcatori | 8’ Sichel 40’, 49’ Fornasaris |

| Arbitro: | Tarocco (Verona) |

|                           |           |  |
| Vergani 7’ Fornasaris 37’ | Marcatori |  |

| Arbitro: | Tassini (Verona) |

|              |           |               |
| Martelli 60’ | Marcatori | 14’ Guagnetti |

| Arbitro: | Buratti (Milano) |

|                     |           |           |
| Fornasaris 30’, 48’ | Marcatori | 25’ Festi |

### Girone di ritorno
| Arbitro: | Scotto (Savona) |

|                |           |  |
| Fornasaris 78’ | Marcatori |  |

| Arbitro: | Neri (Vicenza) |

|  |           |                   |
|  | Marcatori | 31’ (rig.) Sichel |

| Arbitro: | Poggipollini (Ferrara) |

|                   |           |  |
| Sichel 60’ (rig.) | Marcatori |  |

| Arbitro: | Bogetti (Torino) |

|          |           |                       |
| Vigo 39’ | Marcatori | 14’ (aut.) L. Ferrari |

| Arbitro: | Galeati (Bologna) |

|                |           |              |
| Fornasaris 81’ | Marcatori | 35’ Frattini |

| Arbitro: | Limido (Milano) |

|  |           |                |
|  | Marcatori | 12’ Fornasaris |

| Arbitro: | Cossutta (Trieste) |

|                                          |           |              |
| Sichel 25’ Fornasaris 30’, 36’, 40’, 81’ | Marcatori | 41’ Pasquali |

| Arbitro: | Pirali (Arona) |

|             |           |                |
| Falconi 48’ | Marcatori | 37’ Fornasaris |

| Arbitro: | Venutti (Trieste) |

|             |           |                |
| Bulloni 84’ | Marcatori | 37’ Ponticelli |

| Parma 7 aprile 1940 25ª giornata | Parma            | 0 – 0 | Pirelli | Polisportivo Walter Branchi\| Arbitro: \| Tassini (Verona) \| |
| Arbitro:                         | Tassini (Verona) |       |         |                                                               |

| Arbitro: | Bogetti (Torino) |

|          |           |  |
| Corti 5’ | Marcatori |  |

| Arbitro: | Nerozzi (Verona) |

|  |           |             |
|  | Marcatori | 84’ Colombi |

| Arbitro: | Rosso (Torino) |

|                                                          |           |                         |
| Renaldini 24’ (rig.) Villotti 40’ Reggiani 58’ Lechi 90’ | Marcatori | 75’ Uggetti 83’ Pesenti |

| Arbitro: | Barbieri (Genova) |

|  |           |                                                 |
|  | Marcatori | 19’ Buzzoni 64’, 70’ Scanferlini 85’ Arcari III |

| Arbitro: | Cossutta (Trieste) |

|                                    |           |                           |
| Barbieri 5’, 88’ Rossetti 83’, 85’ | Marcatori | 8’ Lombatti 12’ Guagnetti |